# Зимовий ранок (вірш)
«Зимовий ранок», рос. «Зимнее утро» — вірш, який написав Олександр Пушкін 3 листопада 1829 року в селі Павловському.
Належить до жанру пейзажної лірики. Написаний чотиристопним ямбом зі змішаним римуванням (ААВССВ). Вперше надрукований в альманасі «Царське Село» за 1830 рік.